# 都督
都督是中國歷史上的古代軍事指揮官官名。最初是軍隊中的監察官，與監軍相同。在魏晉之後演變為統領軍隊的軍事長官之職。

## 歷史

### 東漢
東漢光武帝建武初年，因為征伐四方，乃於出征時暫時設置「督軍都御史」，簡稱督軍、都督，以監督諸軍，與監軍相同。事成回師後則罷官。

### 漢末、三国
漢末、三國時期，都督一職获得较大发展，開始逐漸成為中央及地方政府的軍事首長的正式官名。
建安前期：
如袁紹曾設立統御諸軍為三統都督，分別由沮授、郭圖、淳于瓊，各領一軍分別為前軍、中軍、後軍。
如袁術僭號稱帝時，曾自設輔國諸軍大都督一職，由紀靈擔任。
建安中期：
曹操為丞相，以大將軍督諸軍。後來曹操征孫權時，則以夏侯惇督二十六軍。
魏：
魏文帝則以上軍大將軍曹真都督中外諸軍，假黃鉞，以總統外內諸軍。同时，又在中央以外军事重地置都督以管理諸州的軍事，或兼領刺史，都督亦開始為地方的軍事首長。
魏明帝太和四年，司馬懿征蜀，加號為大都督。曹芳嘉平三年，司馬師授予國內諸軍大都督，督亦為大都督，曹髦正元二年，司馬昭授予都督中外諸軍，亦為大都督。
蜀：
蜀漢势力方面，僅設立庲降都督．負責管理蜀漢南中最高行政與軍事職位，但由於有另設南中監軍，行政與軍權二人制衡。
吳：
东吴势力方面，先后任命周瑜、鲁肃、吕蒙、陆逊四人总管长江军事，为实际最高前线指挥，常被後人合称为“四大都督”。此外，还有专门设立的，诸如防御濡须口地区的濡须都督等。

### 魏晉南北朝
晉朝初期，都督為持節使臣以督諸軍，持節都督分為三級，都督諸軍者地位最高，監諸軍次之，督諸軍地位最低。持節亦分為三級，使持節為上，持節次之，假節為下。
使持節有權力殺二千石以下之官。持節可殺無官位之人，在軍事上，權力與使持節相同。假節，則只能殺犯軍令者。
假黃鉞可殺持節武將，並非一般人臣所能持有的。
如晉在伐吳時，就曾以賈充為使持節、假黃鉞、大都督，總統六師。
後來各級持節都督逐漸成為各級軍事首長的官職，太康中期，州都督負責軍事，刺史則負責治人，各司其職。晉惠帝末年，乃將兩官職掌合一，不是重點防衛之州則只設有刺史而已。
東晉之後，「都督中外」乃為要職，只有位居要津者能居之 。
後魏有「都督中外諸軍事」。永安以後，置京畿大都督，負責總攝軍事，並開府。
北周時改「都督諸軍事」為總管，後又設大都督、帥都督、都督。

### 隋唐
隋朝另設總管，大都督等職成為武官之勳銜，隋煬帝時改大都督為校尉，「帥都督」為「旅帥」，都督為「隊正」。唐朝時改「大都督」為「驍騎尉」、「飛騎尉」，「帥都督」為「雲騎尉」，「都督」為「武騎尉」。
隋文帝在并州、益州、荊州、揚州四州設置大總管，並多以親王擔任大總管之職。諸州則各置總管府，並分列為上中下三等，各加持節之使臣。
唐朝於各州設總管，並加持節。唐高祖武德元年，設洺州、荊州、并州、幽州、交州五州為大總管府，七年又改為「大都督府」，都督之名復立。唐睿宗太極初年，以并州、益州、荊州、揚州為四州都督府。唐玄宗開元十七年，再加上潞州都督府，成為五大都督府。其餘都督府亦分為上中下等。其中上都督府有五個，中都督府十三個，下都督府有十六個。
唐朝雖廣設都督府，但是實行府兵制，軍權集中在朝廷，地方都督幾無實權。後來府兵敗壞之後，軍權多為持節的節度使或觀察使所有。
唐朝又設有「行軍大總管」，出兵征伐時，則置於所征之道，為軍事監察官。

### 宋以后
北宋時，都督多以親王擔任，但不常置。南宋時則多為軍事首長的加銜，在需要時出兵時加銜。
元朝時，設大都督府，負責統轄諸部及地方軍。
明朝初年改樞密院為大都督府，負責節制諸軍，洪武年間又設五軍都督府，分為中、前、後、左、右五軍，但在明朝中葉之後都督又成為虛職，亦稱大鎮國。
清朝初期，都督亦為軍事首長的加銜，後來被廢止。

### 民国初年
1912年3月，因南北统一，中华民国临时大总统袁世凯，改大清帝國總督为都督，其后发表的各省都督名单：
湖北都督黎元洪兼领，湖南都督谭延闿，福建都督孙道仁，浙江都督朱瑞，江西都督李烈钧，四川都督尹昌衡，陕西都督张凤翙，
广东都督胡汉民，广西都督陆荣廷，奉天都督赵尔巽，吉林都督陈昭常，黑龙江都督宋小濂，江苏都督程德全，安徽都督柏文蔚，
山西都督阎锡山，山东都督周自齐，河南都督张镇芳，河北直隶都督冯国璋，甘肃都督赵惟熙，新疆都督杨增新，云南都督蔡锷，贵州都督唐继尧。
1914年6月30日，裁撤各省都督，改稱将军，督理军务。1916年7月，将军又改稱督军。
民国十一年，大总统黎元洪要废除督军，但没有成功，遂改督军名为“督理某省军务事宜”，简称督理。第二次直奉战争以后，段祺瑞上台执政，又用“督办军务善后事宜”，简称军务督办、督办。

## 其他國家
- 西班牙帝國殖民地都督

### 引用
1. ↑  《幼学琼林》：称五府都督曰大镇国，又曰上将，曰元戎，曰大都督。
2. ↑  . 東方雜誌. 1912-06, 8卷 (11號). 令曰：東南各省長官，均稱都督，現在全國統一，職官尚未確定，自應改歸一律，以一觀聽。所有東三省總督，改爲東三省都督，直隸總督，改爲直隸都督，陝甘總督，改爲甘肅都督，其河南、山東、吉林、黑龍江、新疆等巡撫，亦均改爲都督。惟官名雖更，職權仍舊……一俟官制釐定，再佈遵照
3. ↑  丁中江：《北洋军阀史话》
4. ↑   (PDF). 政府公报. 1914-07-01, (773號)  [2022-10-17]. （原始内容存档 (PDF)于2022-10-17）. 大總統申令：都督之稱，肇自漢魏，武昌舉事，倉猝定名，其時兵事初興，人心未定，類晉齊之雄長，似楚漢之剖分，民國紀元，未遑變置……方今大難削平，主權統一，各省都督皆深明大義，恪守準繩，若復因仍方鎭之名，無以移易軍民之耳目，卽欲實行省制，而窒礙殊多。應將各省都督一律裁撤，於京師設將軍府，並設將軍諸名號……中華民國三年六月三十日
5. ↑   (PDF). 政府公报. 1916-07-07, (182號)  [2022-10-17]. （原始内容存档 (PDF)于2022-10-17）. 大總統申令：各省軍民長官名稱，亟宜劃一，在官制未定以前，各省督理軍務長官改稱督軍，民政長官改稱省長，所有署內組織及一切職權，均應暫仍其舊。此令。中華民國五年七月六日

### 书籍
- 《通典·職官志》
- 谷川道雄著，李濟滄譯：〈魏晉南北朝貴族政治與東亞世界的形成——從都督諸軍事制度來考察 （页面存档备份，存于）〉。